# Юріївка (Ганнівська сільська громада)
Ю́ріївка (до 2025 року — Юр'ївка) — село в Україні, у Ганнівській сільській громаді Новоукраїнського району Кіровоградської області. Населення становить 131 осіб. Орган місцевого самоврядування — Ганнівська сільська рада.

## Історія
05 червня 2025 року відповідно до Постанови Верховної Ради України № 4483-IX село Юр'ївка було перейменовано на село Юріївка. Постанова набула чинності 18 червня 2025 року.

## Населення
Згідно з переписом УРСР 1989 року чисельність наявного населення села становила 121 особа, з яких 53 чоловіки та 68 жінок.
За переписом населення України 2001 року в селі мешкала 131 особа.

### Мова
Розподіл населення за рідною мовою за даними перепису 2001 року:
| Мова       | Відсоток |
| ---------- | -------- |
| українська | 93,13 %  |
| молдовська | 3,82 %   |
| російська  | 3,05 %   |